# Ocupație militară
Ocupația militară este un control provizoriu efectiv a unei anumite puteri dominante asupra unui teritoriu care nu se găsește sub suveranitatea oficială a acelei entități, control exercitat în afara voinței puterii suverane de drept a respectivului teritoriu. Ocupația militară se distinge de anexare prin natura sa dorit temporară (i.e. nu se revendică suveranitate permanentă), prin natura sa militară și prin faptul că drepturile cetățenești ale puterii dominante nu sunt acordate populației subjugate.